# 빵 목록
다음은 빵의 목록이다.

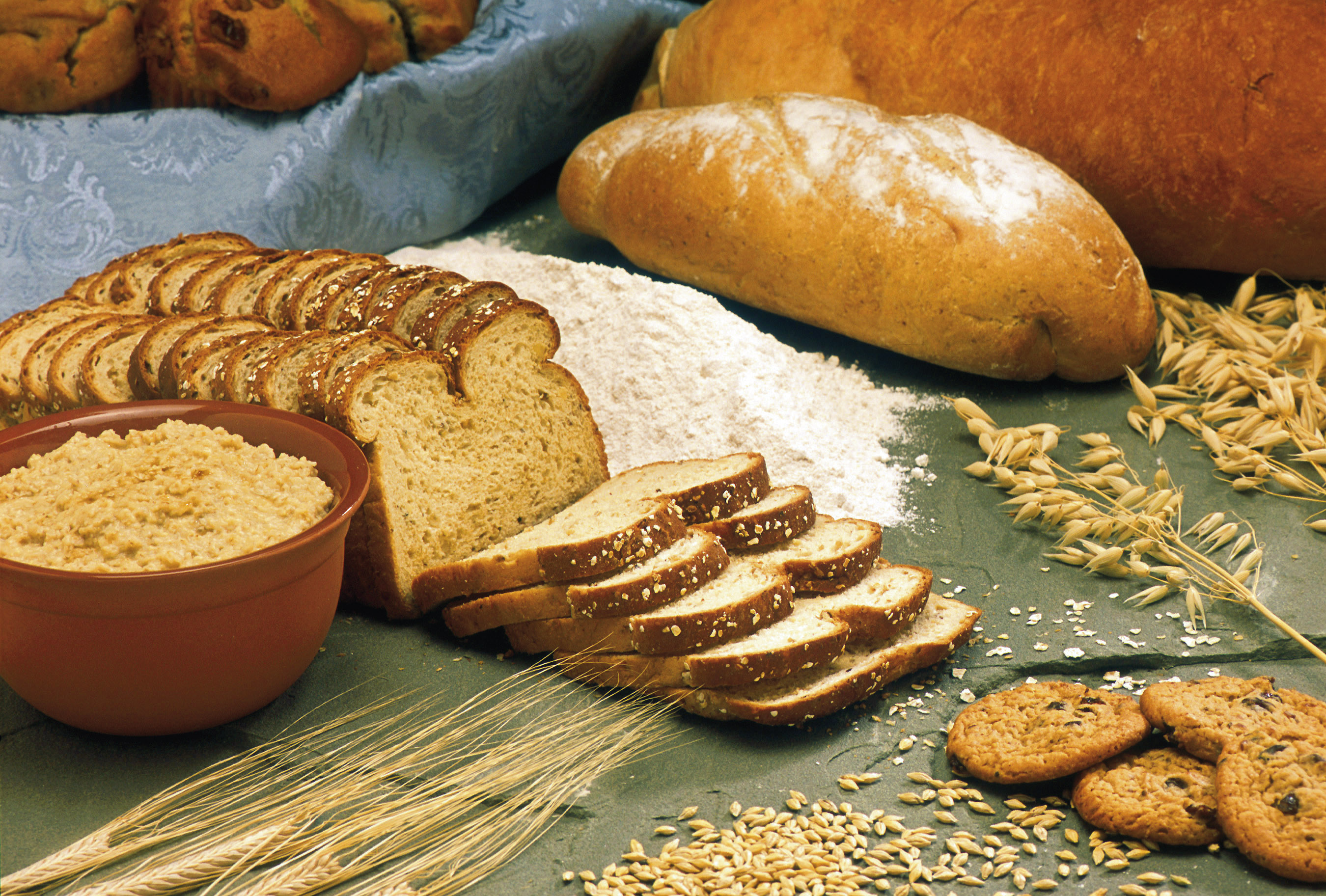
여러 가지 곡식과 빵들

빵에는 납작빵, 토스트, 소다빵 등 수많은 종류가 존재한다. 모양과 색깔, 그리고 재료에 따라 이 수많은 종류들은 다시 타프툰, 아나다마빵, 피스톨레 등 많은 종류로 나뉜다. 이런 빵의 대부분은 빵의 특징에 따라 이름이 지어졌으며 만드는 조리 도구, 색깔 등 이름을 짓는 다른 기준들도 존재한다.
빵의 종류에는 첫번째로 납작빵이 존재한다. 납작빵은 가장 이른 시기에 만들어진 빵이며, 안에 다양한 종류의 소를 넣는 경우가 많다. 이 소에는 렌즈콩이나 채소 등이 해당되며 병아리콩 또한 이탈리아의 일부 지방에서 사용된다. 헝가리에서는 토핑으로 치즈를 사용하기도 한다.
두번째로 주된 빵의 종류는 호밀빵인데 말그대로 호밀로 만들어지는 빵이다. 때때로 호밀빵에 검은색 당밀이 들어가기도 하는데 이때 들어가는 당밀은 호밀빵 특유의 단 맛을 발생시킨다.  또한 호밀에는 단백질, 철분, 포타슘 등이 밀보다 많이 함유되어 있으며 리신의 함유량도 높다.
팽창제에 따라 이름이 달라지는 경우도 있다. 팽창제가 베이킹 소다인 빵은 소다빵이라 불리는데 이런 빵은 베이킹 소다의 특성상 1시간 이하가 소요될 만큼 빠르게 만들 수 있다. 가끔씩 소금이 팽창제로 사용되기도 하며 이런 빵은 솔트라이징 브레드라고 불린다.

## 빵 목록
| 이름                   | 그림 | 종류             | 나라 / 지역                   | 요약 |
| ---------------------- | ---- | ---------------- | ----------------------------- | --- |
| 감자 와플              |      | 와플             | 영국                          | 와플과 비슷한 격자 모양의 무늬를 가지고 있지만 감자가 유난히 많이 함유되었다. 영국과 아일랜드에서 유명하며 프랑스를 포함한 다른 나라들에서도 찾아볼 수 있다. 감자는 갈린 감자가 쓰인다. |
| 감자 팬케이크          |      | 팬케이크         |                               | 반죽에 감자가 많이 들어간다는 것이 특징이며 만들어진 반죽은 얇게 펴진 뒤 번철이나 프라이팬에 구워진다. 양파가 들어가는 경우도 찾아볼 수 있다.                                           |
| 감자빵                 |      | 발효된 빵        |                               | 많은 나라에서 볼 수 있으며 감자가 들어간다는 것이 특징이다. 발효 과정에는 효모가 사용된다.                                                                                              |
| 건빵                   |      | 바삭한 빵        |                               | 밀가루와 물, 때때로 소금이 들어가는 비스킷과 크래커의 간단한 종류이다. 미국 등에서는 군용 식품으로 쓰인 적도 있다.                                                                      |
| 계란빵                 |      | 풀빵             | 대한민국                      | 인하대학교 후문 주변에서 1984년에 등장한 대한민국의 풀빵 종류이다. |
| 공갈빵                 |      |                  | 중국                          | 크기는 큰 편이지만 속이 비어있으며 "공갈"빵이라는 이름도 이 특징에서 나왔다. 원산지는 중국이다.                                                                                         |
| 국화빵                 |      | 풀빵             |                               | 국화와 같은 무늬가 새겨진 원 모양의 풀빵이다. 땅콩이나 호두를 첨가한 제품도 출시되고 있다.                                                                                              |
| 난                     |      | 납작빵           | 이란                          | 오븐에 구워지고 발효 과정을 거쳐 만들어지며 남아시아, 중앙아시아, 서아시아에서 유명하다. 오븐 중에서도 탄두르에 구워지는 경우가 많다.                                                   |
| 단팥빵                 |      | 번               | 일본                          | 팥소가 들어있는 번중 하나이다. |
| 담프누델               |      | 흰빵             | 독일                          | 뻑뻑한 맛이 나지만 윗면은 습한 흰빵의 일종이다. |
| 댐퍼                   |      | 소다빵           | 오스트레일리아                | 밀가루로 만들어지며 구울 때는 캠프파이어에 굽는다. |
| 도넛                   |      | 튀김 식품        | 미국                          | 베이글과 형태가 비슷하지만 기름으로 튀겨지는 튀김 식품 중 하나이다. |
| 도라야키               |      | 팬케이크         | 일본                          | 타악기 징을 부르는 일본어 명칭에서 그 이름이 유래한 일본의 팬케이크이다. |
| 도미빵                 |      | 풀빵             | 일본                          | 일본에서 19세기 말에 유래한 풀빵이다. 붕어빵의 유래가 된 빵이기도 하다. |
| 도사                   |      | 팬케이크         | 남인도                        | 쌀 반죽과 렌즈콩으로 만들어지는 남인도의 발효된 팬케이크이다. |
| 라가나                 |      |                  | 그리스                        | 특정한 날에만 먹으며 참깨와 허브, 올리브유가 곁들여진다. |
| 라바시                 |      | 납작빵           | 아르메니아                    | 부드럽고 얇으며 갓 만들어졌을 때는 유연헤서 샌드위치를 싸기 쉽지만 빨리 마른다. |
| 라오빙                 |      | 납작빵           | 중국                          | 흔히 차이니즈 팬케이크라고 불리며 인도의 차파티와 비슷하다. |
| 라퓨타빵               |      | 식빵             | 일본                          | 애니메이션인 천공의 성 라퓨타에 등장하는 빵 요리를 모방한 식빵의 한 종류이다. |
| 라허흐                 |      | 발효된 빵        | 지부티 소말리아 예멘          | 푹신하고 팬케이크와 비슷하며 밀가루 반죽, 따뜻한 물, 효모, 소금이 들어간다. |
| 레프세                 |      | 납작빵           | 노르웨이                      | 부드러우며 감자, 우유, 밀가루, 크림으로 만들어진다. 구울 때는 번철에 구워진다. |
| 로티                   |      | 납작빵           | 인도 파키스탄                 | 맷돌로 갈린 통밀 밀가루로 만들어지며 이 통밀 밀가루는 "아타"라고 불린다. |
| 롤빵                   |      | 발효된 빵        | 유럽                          | 보통 둥근 모양이며 전채로 제공되는 빵이다. |
| 루그브뢰드             |      | 사워도           | 덴마크                        | 호밀 가루로 만들어지는 전형적인 호밀빵이지만 밀가루 역시 3분의 1가량 함유된다. |
| 루말리 로티            |      | 납작빵           | 북인도                        | 힌디어에서 루말리는 "손수건"을 뜻한다. 실제로 이 빵은 손수건과 비슷하게 매우 얇다. |
| 마늘빵                 |      | 빵               | 프랑스 미국                   | 마늘이 함유되어 있는 딱딱한 빵이다. 바게트를 구워서 만들어지며 올리브유가 쓰인다. |
| 마라케타               |      | 발효된 빵        | 칠레                          | 밀가루, 소금, 물, 팽창제로 만들어지며 팽창제의 종류는 효모와 베이킹파우더 등 다양하다.                                                                                                  |
| 마르코크               |      | 납작빵           | 레반트                        | 매우 큰 크기를 가지고 있으며 둥글고 매우 얇은 나머지 살짝 투명하다. |
| 마차                   |      | 납작빵           | 이스라엘                      | 유대인이 이집트로부터 해방된 유월절에 먹는 크래커이며 발효 과정은 거치지 않는다. |
| 막대빵                 |      | 마른 빵          | 이탈리아                      | 막대 모양의 마른 빵이다. 주로 전채로 제공되며 주 재료로는 밀가루와 물, 소금이 있다. |
| 만터우                 |      | 번               | 중국                          | 흰색 밀가루로 만들어지며 살짝 단맛이 난다. |
| 말루가                 |      | 납작빵           | 예멘                          | 반죽이 피자와 비슷하지만 만드는 방식이 달라 결과물은 피자와 다르다. |
| 맥주빵                 |      | 효모빵           |                               | 맥주로 만들어지는 빵의 종류이다. 샌드위치나 토스트를 만들 때 자주 쓰인다. |
| 멜론빵                 |      | 번               | 일본                          | 실제로 멜론 맛이 나지는 않지만 빵의 무늬 때문에 "멜론빵"이라는 이름이 붙게 되었으며 단 맛이 난다.                                                                                       |
| 몬트리올 스타일 베이글 |      | 효모빵           | 캐나다                        | 몬트리올이 주 생산지며 뉴욕에서 생산되는 베이글에 비해 구멍이 작고 크기 또한 작다. 달걀과 꿀이 함유되기도 한다.                                                                         |
| 미케타                 |      | 발효된 빵        | 이탈리아                      | 로제타라고도 알려져 있으며 튀어나온 부분이 많은 모양새를 갖고 있다. |
| 바게트                 |      | 효모빵           | 프랑스                        | 밀가루, 물, 효모, 소금으로 만들어지는 길쭉한 효모빵이다. |
| 바나나빵               |      | 단 빵            |                               | 으깬 바나나로 만들어지는 단 빵로 습기가 많다. 맛이 좋은 바나나빵을 만들기 위해서 과도하게 익은 바나나를 사용한다.                                                                       |
| 바노치카               |      | 발효된 빵        | 체코 슬로바키아               | 크리스마스에 제공되며 달걀과 버터가 풍부하다. 브리오슈와 비슷한 점이 많다. |
| 바르바리               |      | 납작빵           | 이란 아프가니스탄             | 이란과 북부 아프가니스탄에서 주로 만들어지는 납작빵이다. 아르메니아의 몇몇 빵과도 비슷한 점이 많다.                                                                                     |
| 바미                   |      | 납작빵           | 자메이카                      | 카사바를 빻은 가루로 만들어지는 납작빵이다. |
| 바바                   |      | 종류가 많음      | 중국 북서부                   | 여러 가지 소가 들어가는 둥글고 두꺼운 빵이다. |
| 바스테다               |      | 빵               | 시칠리아                      | 파니 카 메우사의 재료가 되는 시칠리아 빵이다. 치즈 이름을 어원으로 한다. |
| 바즐라마               |      | 납작빵           | 터키                          | 평균 두께 2cm의 납작빵이다. 화덕에 구워지기도 한다. |
| 바크리                 |      | 납작빵           | 인도 파키스탄                 | 회색 색조의 색을 가지고 있으며 단백질의 함량이 높은 납작빵이다. 쿠민이 곁들여지기도 한다.                                                                                               |
| 밤브랙                 |      | 효모빵           | 아일랜드                      | 샌드위치보다는 달지만 케이크보다는 달지 않은 빵이며 건포도를 빵 표면에 박기도 한다. 명절이나 기념일에 주로 제공된다.                                                                    |
| 배넉                   |      | 납작빵           | 영국 (스코틀랜드)             | 베이킹 소다를 팽창제로 쓰는 빵의 일종이다. |
| 배라 브리스            |      | 과일빵           | 영국 (웨일스)                 | 빵의 굵기는 두꺼우며 건포도 등이 빵에 박혀 있다. 때때로 효모가 들어가기도 한다. |
| 번                     |      | 롤빵             |                               | 작고 둥근 롤빵이다. 양념이나 말린 과일이 곁들여지는 경우도 있다. |
| 베이글                 |      | 효모빵           | 폴란드                        | 고리 모양의 쫄깃쫄깃한 빵이며 참깨나 양귀비 씨로 토핑이 된다. 주 재료는 밀가루, 물, 효모, 소금이지만 약간의 설탕이 쓰이기도 한다.                                                       |
| 벨기에 와플            |      | 와플             | 북아메리카                    | 북아메리카에서 유명한 와플이지만 정작 벨기에에서는 유명하지 않은 와플의 종류이다. |
| 보르딘스키             |      | 사워도           | 러시아                        | 갈색의 사워도 호밀빵이며 당밀이 곁들여진다. |
| 볼라니                 |      | 납작빵           | 아프가니스탄                  | 두께는 얇으며 감자, 렌즈콩, 호박과 같은 여러 가지 재료로 채워진다. |
| 부블리크               |      | 흰빵             | 폴란드                        | 효모로 발효된 밀 반죽으로 만들어지며 베이글과 매우 비슷하다. |
| 불                     |      | 효모빵           | 프랑스                        | "공"을 뜻하는 프랑스어 단어로부터 이름이 지어졌다. 아마의 씨를 넣기도 한다. |
| 붕어빵                 |      | 풀빵             | 대한민국                      | 일본의 도미빵에서 유래한 대한민국의 빵이다. 밀가루 외피가 붕어 모양이어서 "붕어빵"이라는 이름이 붙었다.                                                                                 |
| 브로아                 |      | 콘브레드         | 포르투갈                      | 미국 남부의 일반적인 콘브레드와 다르게 밀과 호밀 또한 소량 들어간다. |
| 브루티보니             |      | 비스킷           | 이탈리아                      | 이탈리아 중부의 도시인 프라토에서 유래한 비스킷으로 아몬드의 맛이 난다. |
| 브리오슈               |      | 효모빵           | 프랑스                        | 모양은 원통 모양이며 효모가 들어간다. 버터가 들어가는 브리오슈 레시피도 있다. |
| 비스킷                 |      | 효모빵 또는 과자 |                               | 유럽에서는 비스킷이 바삭한 과자를 뜻하지만 북아메리카에서는 푹신한 빵을 가리킨다. 종류 또한 부활절 비스킷, 우락유 비스킷 등 여러 종류가 존재한다.                                       |
| 비엔나 빵              |      | 발효된 빵        | 오스트리아                    | "비엔나 과정"이라는 제빵 과정이 쓰이며 효모는 맥주의 효모를 사용한다. |
| 빙                     |      | 납작빵           | 중국                          | 멕시코의 토르티야와 비슷하지만 더 두꺼우며 번철에서 구워진다. |
| 사워도                 |      | 사워도           | 비옥한 초승달 지대            | 긴 시간의 발효 과정을 거쳐서 신 맛이 나는 상태의 반죽으로 만드는 빵을 이르는 말이다. |
| 산가크                 |      | 사워도           | 이란                          | 모양은 평평하고 네모나며 삼각형과 비슷한 모양의 것도 있다. 때때로 참깨나 양귀비 씨가 토핑으로 제공되기도 한다.                                                                          |
| 소다빵                 |      | 퀵 브레드        | 아일랜드                      | 흔히 베이킹 소다라고도 불리는 탄산 수소 나트륨이 팽창제로 쓰이는 모든 빵을 이르는 말이다. 우락유나 요구르트가 곁들여지기도 한다.                                                        |
| 소라빵                 |      | 크림빵           | 이탈리아                      | 소라의 모양과 비슷하게 생긴 빵이며 초코 크림이나 생크림을 넣는다. 크림을 굽지 않는다는 특징이 있다.                                                                                     |
| 소보로빵               |      | 효모빵           | 한국                          | 설탕, 달걀, 버터 등이 함유된 효모빵의 일종이며 일본이 그 시작일 것으로 추정된다. 울퉁불퉁한 특이한 모양을 가지고 있다.                                                                  |
| 솔트라이징 브레드      |      | 발효된 빵        | 영국 (스코틀랜드)             | 효모나 베이킹파우더 같은 일반적인 팽창제가 쓰이지 않고 소금이 대신 팽창제로 쓰인다. |
| 쇼티스 푸리            |      | 효모빵           | 조지아                        | 백색의 밀가루로 만들어지며 모양은 카누와 비슷하게 생겼다. 탄두르에 구워진다. |
| 스가베오               |      | 발효된 빵        | 이탈리아                      | 먹기 전 조각을 낸 뒤 굽고 먹는 빵의 종류이다. |
| 스콘                   |      | 퀵 브레드        | 영국                          | 밀, 보리, 귀리, 베이킹파우더로 만들어지는 퀵 브레드의 일종이다. |
| 시르말                 |      | 납작빵           | 이란                          | 사프란이 곁들여졌으며 보통의 빵에 물이 들어가는 것과 달리 우유가 대신 들어간다. |
| 쌀빵                   |      | 쌀빵             | 일본                          | 밀가루 대신 쌀이 포함되어 있어 밀가루의 성분 중 하나인 글루텐에 알레르기가 있는 사람도 먹을 수 있다.                                                                                    |
| 아나다마빵             |      | 효모빵           | 미국 (뉴잉글랜드)             | 옥수수와 당밀 기반의 빵이며 점성이 높은 반죽으로 만들어진다. |
| 아레파                 |      | 콘브레드         | 남아메리카                    | 토르티야와 비슷하게 갈린 옥수수 반죽으로 만들어지는 콘브레드이다. 베네수엘라와 콜롬비아 지방의 주식이기도 하다.                                                                         |
| 아유야                 |      | 납작빵           | 칠레                          | 둥글고 버터와 함께 구워지며 샌드위치를 만들 때 자주 쓰인다. |
| 아이시 메라라          |      | 납작빵           | 이집트                        | 호로파와 옥수수로 만들어지며 긴 시간의 발효 과정을 거친다. |
| 아팜                   |      | 종류가 많음      | 인도 스리랑카                 | 접시처럼 생긴 얇은 팬케이크이며 발효된 쌀가루로 만들어진다. 바삭하고 가벼운 질감을 가지고 있다.                                                                                         |
| 아흐도브 크루차벨드    |      | 메밀빵           | 슬로베니아                    | 메밀가루와 감자로 만들어진다. |
| 에그 와플              |      | 팬케이크         | 홍콩                          | 달걀으로 만들어지는 홍콩 팬케이크의 일종이다. |
| 우유 토스트            |      | 토스트           |                               | 우유가 곁들여지며 설탕과 버터, 소금, 심지어는 후추, 파프리카, 계피와 같은 향신료가 들어가는 레시피도 존재한다.                                                                          |
| 은저라                 |      | 납작빵           | 에리트레아 에티오피아         | 질감은 푹신하며 효모가 쓰이는 효모빵이자 납작빵의 일종이다. |
| 잉글리시 머핀          |      | 효모빵           | 영국                          | 영국 중에서도 특히 잉글랜드에서 유명한 팬케이크의 종류 중 하나이다. 밀가루, 물, 효모, 소금이 주 재료로 들어가며 식초 또한 반죽이 부패하는 것을 막기 위해 들어간다.                      |
| 제병                   |      |                  | 그리스 이탈리아               | 이 빵은 성찬 시에 먹는다. |
| 조니케이크             |      | 납작빵           | 북아메리카                    | 옥수수의 가루로 만들어지며 소금, 따뜻한 물, 우유 또한 들어가는 납작빵이다. |
| 차파티                 |      | 납작빵           | 인도 파키스탄                 | 밀가루로 만들어지는 매우 얇은 인도의 납작빵이다. 통밀로 만들어지는 통밀빵의 종류이기도 하다.                                                                                            |
| 체스니차               |      | 소다빵           | 세르비아                      | 크리스마스에 주로 구워지며 행운을 위해 은색 동전을 표면에 박는다. |
| 초프                   |      | 흰빵             | 스위스 독일                   | 밀가루, 우유, 달걀, 버터, 효모로 만들어지며 달걀은 노른자가 굽기 전에 빵 표면에 발라진다.                                                                                               |
| 추레키                 |      | 발효된 빵        |                               | 모양은 타원형의 돔 모양이며 짭짤한 맛이 나기도 한다. |
| 츠비바크               |      | 발효된 빵        | 독일                          | 질감이 바삭하며 달걀이 들어간다. 식빵의 일종이기도 하다. |
| 치아바타               |      | 흰빵             | 이탈리아                      | 발자국 모양의 납작빵이다. 곁들임은 주로 올리브유로 진행된다. |
| 칙피 브레드            |      | 발효된 빵        | 알바니아 터키                 | 병아리콩이 들어가는 식빵이다. 주로 토스트를 만들어 먹는다. |
| 카놈 브앙              |      | 납작빵           | 타이 캄보디아                 | 타이의 유명한 길거리 음식이며 타코와 비슷한 편이다. |
| 카레빵                 |      |                  | 일본                          | 겉은 바삭바삭하며 카레가 바삭바삭한 피 안에 들어있다. |
| 카아크                 |      | 발효된 빵        | 근동                          | 고리 모양으로 생겼으며 아랍 세계와 근동 지방에서 유명하다. |
| 카야 토스트            |      | 토스트           | 싱가포르 말레이시아           | "카야"로 불리는 코코넛 잼과 함께 서빙되며 설탕이나 코코넛 밀크가 곁들여지기도 한다. |
| 캐나다흰빵             |      | 발효된 빵        | 캐나다                        | 주로 샌드위치나 토스트를 만드는 데 쓰이는 식빵의 일종이다. |
| 코티지 로프            |      | 효모빵           | 영국 (잉글랜드)               | 햄버거와 같이 안에 음식을 넣는 경우가 많은 효모빵의 일종이다. |
| 코피아 페라레세        |      | 사워도           | 이탈리아                      | 꽈배기 모양으로 꼬아져 있으며 올리브유가 들어간다는 특징이 있다. |
| 콘브레드               |      | 콘브레드         | 아메리카                      | 특히 미국 남부에서 유명하며 옥수수로 만들어졌다는 특징을 가지고 있다. 닭튀김이나 칠면조 등 여러 가지 고기와 함께 제공된다.                                                              |
| 쿨차                   |      | 납작빵           | 인도 파키스탄                 | 밀가루 반죽으로 만들어지며 으깬 감자와 양파, 수많은 향신료 또한 들어간다. |
| 퀵 브레드              |      | 발효된 빵        | 북아메리카                    | 베이킹 소다나 베이킹파우더 같은 인공 팽창제가 팽창제로 이용되며 효모는 이용되지 않는다.                                                                                                 |
| 쿠바빵                 |      | 효모빵           | 미국 (플로리다)               | 프랑스와 이탈리아의 몇몇의 빵과 비슷한 점이 많지만 굽는 과정이 살짝 다르다. |
| 크네케브뢰드           |      | 납작빵           | 스칸디나비아반도              | 매우 건조하며 주로 호밀, 소금, 물이 들어간다. |
| 크래커                 |      | 바삭한 빵        |                               | 바삭하며 실제로 빵보다는 과자에 더 가깝다. 유럽 지역의 비스킷과 비슷하다. 보통의 발효되지 않은 크래커는 밀가루와 약간의 물 만으로 만들어진다.                                           |
| 크럼펫                 |      | 납작빵           | 영국                          | 둥글고 평평하지만 두꺼운 영국의 납작빵이다. 빵 표면에 구멍이 뚫려 있으며 이는 부드러운 질감을 낸다.                                                                                     |
| 크레이프               |      | 팬케이크         | 프랑스                        | 두께는 다른 팬케이크에 비해서 얇으며 치즈나 햄, 아스파라거스 등으로 채워지기도 한다. "수제트"라는 가장 잘 알려진 크레이프에는 오렌지의 즙으로 만든 소스가 곁들여진다.                   |
| 크루통                 |      | 바삭한 빵        | 프랑스                        | 바삭한 사각형 모양의 프랑스 빵이다. 일부 수프나 샐러드의 고명으로 사용되기도 한다. |
| 크리스마스 웨이퍼      |      | 웨이퍼           | 동유럽                        | 크리스마스에 주로 먹으며 그와 관련된 많은 풍습이 전해지고 있다. |
| 키스티비               |      | 납작빵           | 타타르 공화국 바시키르 공화국 | 으깬 감자가 속에 들어가며 발효 과정을 거치지 않는다. 발효 과정을 거치는 빵은 키스티비가 될 수 없다.                                                                                     |
| 타랄리                 |      | 빵               | 이탈리아                      | 베이글과 상당히 흡사한 이탈리아 빵이다. 타원형 또는 꼰 형태로 만들어지며 포도주와 함께 먹는 경우가 흔하다.                                                                              |
| 타이거 브레드          |      | 쌀빵             | 네덜란드                      | "타이거 브레드"라는 이름은 빵 표면의 얼룩무늬로부터 유래되었다. 이 얼룩무늬는 굽기 전에 빵에 바르는 쌀 반죽이 구울 때 급속도로 마르고 갈라지면서 생긴다.                                |
| 타프툰                 |      | 발효된 빵        | 이란                          | 사프란과 소량의 카다멈이 들어가며 벽돌 오븐이나 점토 오븐에 구워진다. |
| 탄두르빵               |      | 납작빵           |                               | "탄두르"라고 불리는 점토 오븐에 구워져서 "탄두르빵"이라는 이름이 붙었다. |
| 텍사스 토스트          |      | 토스트           | 미국 (텍사스주)               | 텍사스에서 주로 생산되는 토스트를 이르는 말이다. |
| 토르티야               |      | 납작빵           | 멕시코                        | 질감은 바삭바삭하며 음식을 쌀 때 쓰인다. 타코를 만들 수도 있다. |
| 토스트                 |      | 토스트           |                               | 겉 껍질은 바삭하며 속은 부드럽다. 토스트기에 주로 구워지며 구우면 갈색으로 변한다. |
| 통밀빵                 |      | 발효된 빵        |                               | 흰빵와 반대로 밀기울과 밀눈을 포함하는 통밀 밀가루로 만들어진다. |
| 툰브뢰드               |      | 납작빵           | 스웨덴                        | 살짝 바삭하지만 유연해서 샌드위치 등을 쌀 때 쓰인다. |
| 티케이크               |      | 번               | 영국                          | 구운 뒤 버터를 발라서 나오는 빵의 일종이다. |
| 파네 디 알타무라       |      | 발효된 빵        | 이탈리아                      | 주로 듀럼밀로 만들어지며 십자 모양의 무늬를 넣는다. |
| 파네 카라사우          |      | 납작빵           | 이탈리아 사르데냐             | 질감은 바삭하며 납작빵에 속한다. 빵보다는 과자에 더 가깝다. |
| 파네 티치네세          |      | 발효된 빵        | 스위스                        | 주로 8조각으로 나뉘며 팔릴 때는 1조각 씩 팔리기도 한다. |
| 파네토네               |      | 단 빵            | 이탈리아                      | 크리스마스나 양력설에 주로 제공되며 건포도를 포함하기도 한다. 서빙될 때는 후식으로 와인과 함께 서빙된다.                                                                                |
| 파라타                 |      | 납작빵           | 인도 파키스탄                 | 발효되지 않았으며 통밀로 만든다. 구울 때는 식용유가 뿌려진 프라이팬에 굽는다. 빵 안쪽은 채소나 치즈 등으로 채워지며 버터, 차트니, 매운 소스, 커리 등이 같이 나오기도 한다.              |
| 파로타                 |      | 납작빵           | 남인도                        | 남인도에서 유명한 납작빵이며 북인도의 파라타와 비슷한 이름을 가지고 있으나 다른 점이 많다.                                                                                              |
| 파파덤                 |      | 납작빵           | 인도                          | 얇고 바삭하며 전채 요리로 제공된다. 양파, 차트니, 소스 등이 같이 제공되기도 한다. |
| 판데살                 |      | 단 빵            | 필리핀                        | 밀가루, 달걀, 효모, 설탕으로 만들어지며 소금이 곁들여질 때도 있다. |
| 판도로                 |      | 명절 빵          | 이탈리아                      | 크리스마스와 양력설 사이에 가장 유명하며 효모로 인해 단 맛이 살짝 난다. |
| 판 둘세                |      | 단 빵            | 멕시코                        | 멕시코와 다른 라틴 아메리카 지방에서 이 빵이 유명하다. |
| 판브리오케             |      | 발효된 빵        | 이탈리아                      | 브리오슈와 비슷한 빵이다. |
| 판포카차               |      | 발효된 빵        | 이탈리아                      | 포카시아와 비슷한 빵이다. |
| 팔                     |      | 납작빵           | 영국 (스코틀랜드)             | 번철에 구워지는 둥근 납작빵이다. |
| 팟브루드               |      | 발효된 빵        | 남아프리카 공화국             | 큰 철제 솥에 구워지며 약간의 단 맛이 난다. |
| 팡드미                 |      | 흰빵             | 프랑스                        | 살짝 단 맛이 나며 샌드위치를 만들 수 있다. 속 부분의 밀도가 높다. |
| 팬케이크               |      | 납작빵           |                               | 얇고 둥근 이 납작빵에는 효모가 자란 반죽이나 발효된 반죽이 쓰인다. 대부분이 번철이나 프라이팬이 쓰이며 굽는 중 한 번 뒤집어진다.                                                        |
| 페니 번                |      | 번               | 영국                          | 가장 기본적인 번의 종류이며 1 페니 정도의 돈으로 살 수 있다고 해서 이름이 붙여졌다. |
| 페니아                 |      | 단 빵            | 이탈리아                      | 설탕, 버터, 달걀, 아니스 씨, 레몬으로 만들어지며 부활절에 먹는 음식 중 하나이다. |
| 포카차                 |      | 효모빵           | 이탈리아                      | 피자와 매우 비슷하며 먹을 때는 8조각이나 10조각으로 잘라서 먹는다. 때때로 로즈마리와 같은 허브가 들어가기도 한다.                                                                       |
| 푸가스                 |      | 효모빵           | 프랑스                        | 길쭉한 모양이며 몇몇은 밀이삭과 비슷한 무늬로 만들어지기도 한다. |
| 푸란 폴리              |      | 납작빵           | 인도                          | 평범한 때에는 제공되지 않고 축제 시에만 제공되며 렌즈콩, 설탕 등으로 채워지기도 한다.                                                                                                   |
| 풀빵                   |      | 풀빵             |                               | 철로 된 틀에 액체 밀가루를 부어서 만드는 빵이다. 붕어빵, 타코야키 등이 이 범주에 포함된다.                                                                                              |
| 품퍼니켈               |      | 발효된 빵        | 독일                          | 밀도가 높아 무거운 편이며 거칠게 간 호밀로 만들어지는 호밀빵이다. |
| 브레첼                 |      |                  | 독일                          | 독특한 형태의 매듭 모양이며 부드러운 것도 있으며 딱딱한 것도 있다. 보통 단맛이 나지만 짠맛이 나는 것도 존재한다.                                                                        |
| 프로야                 |      | 콘브레드         | 세르비아                      | 베이킹파우더가 팽창제로 쓰이는 콘브레드의 일종이며 일반적인 물이 아닌 광천수가 들어간다는 특징이 있다.                                                                                  |
| 플라트브뢰드           |      | 납작빵           | 노르웨이                      | 노르웨이에서 납작빵를 다르게 부르는 용어 |
| 플라트카카             |      | 납작빵           | 아이슬란드                    | 프라이팬에 구워지는 아이슬란드의 납작빵이다. |
| 납작빵                 |      | 납작빵           |                               | 납작하고 둥근 모양의 빵을 이르는 용어이다. |
| 피스톨레               |      | 발효된 빵        | 벨기에                        | 버터나 잼으로 채워져 있으며 크기는 다른 빵들에 비해 작지만 길이가 길쭉하다. |
| 피아디나               |      | 납작빵           | 이탈리아                      | 밀가루, 라드, 올리브유, 소금, 물로 만들어지고 전통적인 전용 팬에 구워지지만 요즘은 프라이팬이나 번철에 구워지는 추세이다.                                                               |
| 피자                   |      | 납작빵           | 이탈리아                      | 나폴리 지역에서 유래했으며 취향에 따라 고기, 해산물, 치즈 등 매우 다양한 토핑을 올릴 수 있다.                                                                                           |
| 피타                   |      | 납작빵           | 그리스 레바논                 | 지중해, 근동 지방에서 주로 생산되며 모양이 납작한 납작빵의 일종이다. |
| 할라                   |      | 발효된 빵        | 이스라엘                      | 밀가루, 효모, 버터, 달걀으로 만들어지는 이스라엘의 빵이다. |
| 호두과자               |      | 풀빵             | 대한민국                      | 호두가 함유되어 있는 과자의 일종이며 팥 앙금이 들어간다. |
| 호밀빵                 |      | 호밀빵           | 유럽                          | 호밀로 만들었기 때문에 호밀빵들은 대체적으로 갈색 또는 어두운 색조를 가지고 있다. 호밀빵에 사용되는 호밀은 빵에 약한 산성을 부여한다.                                                   |
| 호박빵                 |      | 퀵 브레드        |                               | 호박이 첨가되는 퀵 브레드이다. 견과류나 건포도 등을 첨가하기도 한다. |
| 호빵                   |      | 빵               | 대한민국                      | 일본의 찐빵에서 유래된 대한민국의 빵이다. 호빵의 역사는 그리 오래되지 않았다. |
| 흰빵                   |      | 발효된 빵        |                               | 밀기울과 밀눈을 제거한 흰색 밀가루로 만들어지는 빵을 이르는 말이다. |
| 황남빵                 |      | 빵               | 대한민국                      | 1939년에 대한민국 경주에서 개발된 빵의 일종이다. 비슷한 빵인 "경주빵" 또한 존재한다. |
| 힘바샤                 |      | 납작빵           | 에리트레아 에티오피아         | 살짝 단맛이 나며 카다멈 씨로 장식되는 에리트레아와 에티오피아의 납작빵이다. |

## 같이 보기
- 빵
- 베이커리
- 제과사
- 제빵사
- 제과 명장
- 미국의 빵 목록